# Oiratische Sprache

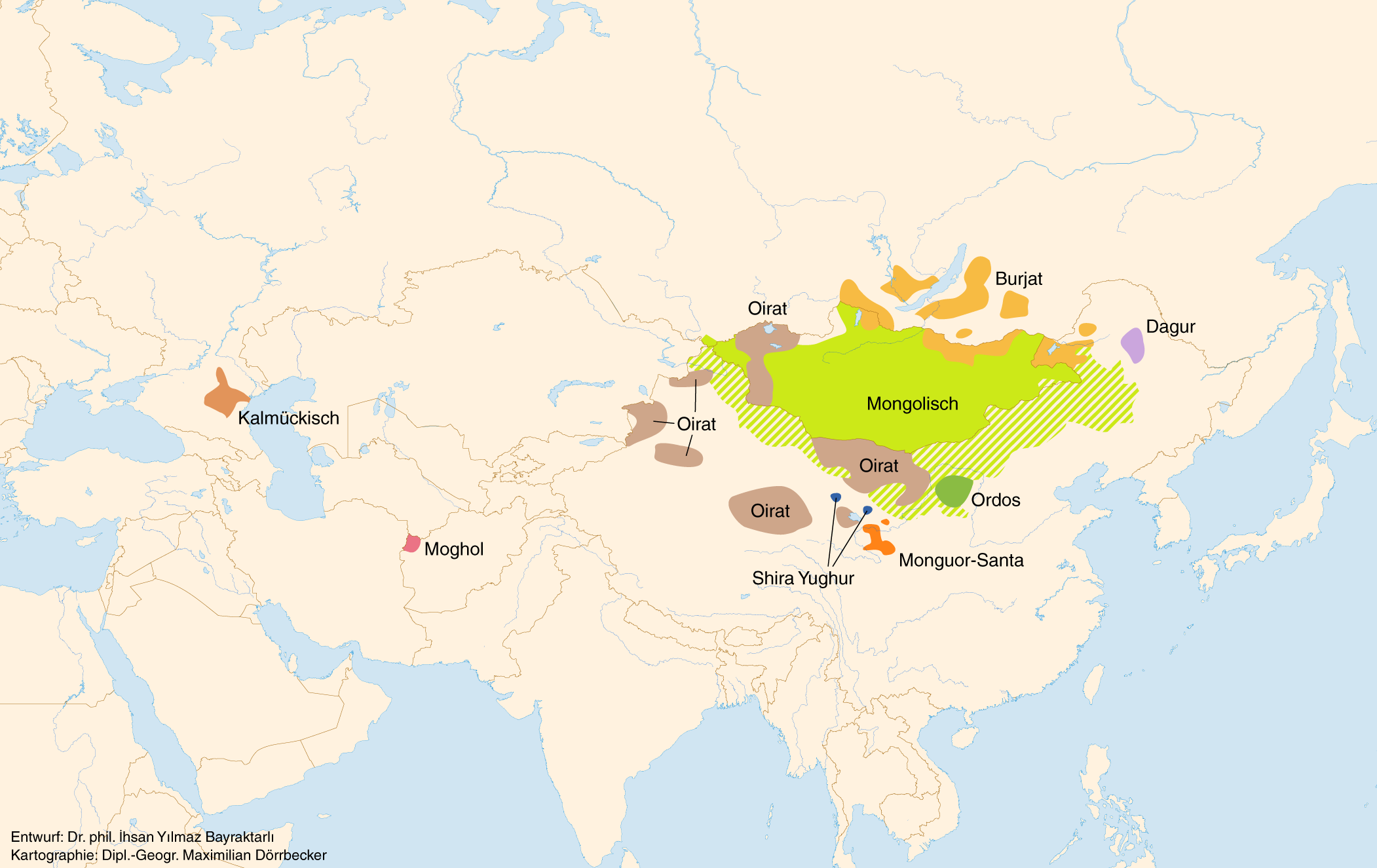
Karte der mongolischen Sprachen

Oiratisch (ISO-639-3-Code: xal) gehört zu den westmongolischen Sprachen. Es wird entweder als eigenständige Sprache angesehen oder als Varietät des Mongolischen.
Sprecher sind (historisch) die Oiraten. Es ist eine agglutinierende Sprache. 
Kalmükisch ist eine Varietät des Oiratischen. Obwohl beide Sprachgebiete weit voneinander entfernt sind, besteht eine enge Verwandtschaft auf Grund der Wanderung der Sprecher gen Westen. 
Es gibt verstreute oiratische Ethnien mit unterschiedlichen Dialekten einer oiratischen Sprache. Von den Sprechern leben über 200.000 in der westlichen Mongolei, 210.000 in der Volksrepublik China und 140.000 in der Kalmückischen Republik.